# 韋爾特斯巴赫河
51°5′53.01″N 7°0′50.01″E / 51.0980583°N 7.0138917°E

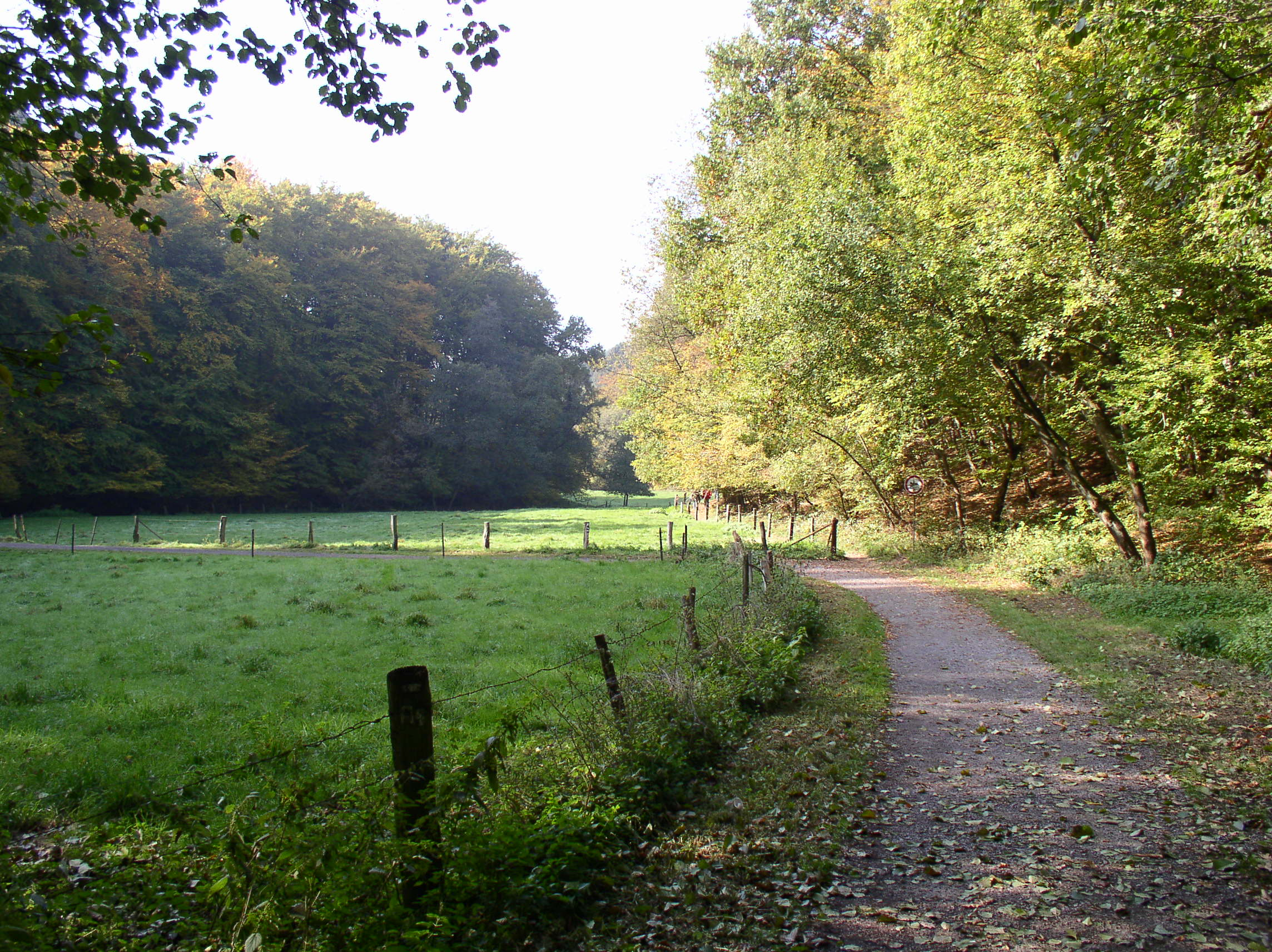

韋爾特斯巴赫河（德語：Weltersbach），是德國的河流，位於該國西部，處於北萊茵-威斯特法倫州，屬於伍珀河的支流，河道全長8.4公里，流域面積10.3平方公里。